# Avibrás AV-VB4 RE Guará
El AV-VB4 RE 4×4 GUARÁ es un vehículo blindado de transporte de personal brasileño que actualmente se está probando en Haití. Tiene una tripulación de diez personas y pesa 7,65 toneladas.
El GUARÁ se desarrolló a partir del chasis del vehículo todoterreno alemán UNIMOG 4000, cuya plataforma cumplía algunos requisitos importantes, como la capacidad de carreteras de alta velocidad (97 km / h) y para recorrer diversos terrenos, para ser transportada por aeronaves rotativas y de ala fija, manteniendo un radio de 600 km, fácil mantenimiento y buena dependencia logística, baja presión sobre el suelo, gran movilidad táctica y la opción de equiparse con blindaje adicional, un interior espacioso y aún tener un peso relativamente ligero de 7650 kg en configuración estándar.
Están previstas varias versiones, de las cuales las más destacadas son: Puesto de Mando, antitanque equipado con misiles y radar, reconocimiento de avanzada, porta morteros, Ambulancia, etc.

## Historia
El 16 de abril de 2002, el IPD (Instituto para el Ejército de Investigación y Desarrollo) presentó el prototipo diseñado en Brasil del nuevo Vehículo 4x4 de Reconocimiento Blindado Ligero, designado AV-VB4 RE y bautizado como GUARÁ, una especie de lobo que habita diferentes regiones de Brasil. Su presentación oficial tuvo lugar del 22 al 25 de abril de 2003 en el LAD, realizado en Río de Janeiro, donde se pudo apreciar este vehículo en exhibición estática.
El proyecto apunta a conocer a la nueva familia de vehículos blindados de ruedas para equipar al Ejército Brasileño, quienes asistirán a una futura selección para las categorías de vehículos blindados en 4×4 y 6×6 u 8×8 aún sin fecha fijada para comenzar, muestra la capacidad de la Industria que a través de alianzas con centros de investigación y desarrollo de productos puede generar una participación nacional viable, confiable y grande, creada entre una empresa privada y un organismo de investigación gubernamental sin generar ningún costo a este último, común en el pasado reciente, pero poco entendido y difundido.
A primera vista el coche impresiona por su tamaño, aunque hay vehículos más pequeños en el mundo y más grandes en esta categoría, lo que lo convierte en el hermano menor de otros vehículos blindados desarrollados por Avibrás como el VBL, ya exportado al Ejército de Malasia y en producción en serie.

## Descripción
El prototipo presentado presentaba placas de acero de blindaje corporal monobloque soldadas importadas de los Estados Unidos, diseñadas para resistir el fuego de ametralladoras rotativas MAG de 7,62 mm y balas de calibre 12,7 mm (.50).
Su motor es un Mercedes Benz OM 904 LA 4 turbodiésel de 177 CV. También está equipado con sistema eléctrico de 24 voltios CC, frenos de disco en las cuatro ruedas con ABS / ALB, dirección asistida hidráulica y transmisión controlada electrónicamente. La suspensión es de resortes helicoidales progresivos con amortiguadores, barras estabilizadoras y bastidor de chasis de alta flexibilidad torsional flexible, ruedas 11: 00-20SDC y neumáticos radiales 335 / 80R20, listos para cualquier terreno.
Disponen de equipamiento de serie: sistema de aire acondicionado, aislamiento térmico y acústico, calefacción y desempañado; sistema de renovación con filtración de aire, arranque con cerradura de seguridad; piloto automático; toroide para conducir con llanta desinflada, trampilla de pistola, instalación de antena, lámpara direccional para lectura de mapas; escaparate / visores, asientos regulables con cinturones de seguridad retráctiles de tres puntos, kit de herramientas con linterna, botiquín de primeros auxilios, gato hidráulico, dos botes de 20 litros, cabrestante, salida de aire auxiliar, extintor de incendios con disparo externo; clinómetro; Lanzagranadas de humo, almacenamiento para municiones de ametralladora y manuales.
Como equipamiento opcional puede tener: cabrestante con una capacidad de 7000 kg; sistema lanzagranadas de humo, control del sistema de monitoreo y presión de los neumáticos, blindaje adicional, protección adicional contra minas, revestimiento interno anti-astillado; pistola de torreta giratoria blindada, accionada eléctrica o mecánicamente, detección y extinción automática de incendios; blindaje adicional para el parabrisas, controlado desde el interior de la cabina; Sistema de protección CBN, sistema de detección de contaminación CBN, espejos eléctricos, asientos con cinturones de seguridad de cuatro puntos integrados, detectores de luz láser y periscopio de visión nocturna infrarroja para el tirador, conductor y comandante, telémetro láser y sistema de orientación, transmisor de radio, intercomunicador sistema, luz de búsqueda, blindaje transparente de camuflaje, freno de estacionamiento en las cuatro ruedas, sistema de energía auxiliar, escotillas adicionales, mástil telescópico para antenas con cámaras (h = 7,6 m) sistema de navegación GPS, estepa con grúa, transmisión automática y neumáticos de baja presión.

## Estado
Actualmente el vehículo se encuentra en pruebas en el Campo de Pruebas Marambaia en Río de Janeiro, siendo evaluado por el Centro Tecnológico del Ejército. El siguiente paso será la evaluación operativa por parte del Centro de revisiones del Ejército.
El Guara se desarrolló a través de una asociación entre el IPD / SCT (Instituto de Investigación y Desarrollo / Departamento de Ciencia y Tecnología) y Avibras, un sobreviviente del "período dorado" de la producción de vehículos militares "Hecho en Brasil" entre los años 70. y principios de los 90. Se supone que cubrirá un vacío que ahora existe en el Ejército en términos de vehículos blindados 4x4, y también se exportará a varios países, como ha sucedido con otros vehículos de la serie Avibrás, por ejemplo, a Malasia.